# (5312) Schott
(5312) Schott (1981 VP2) – planetoida z pasa głównego asteroid okrążająca Słońce w ciągu 5,64 lat w średniej odległości 3,17 j.a. Odkryta 3 listopada 1981 roku.